# Kincraig
Kincraig är en by i Highland i Skottland. Byn är belägen 10 km 
från Kingussie. Orten har 471 invånare (2011).